# Trituberculata
Los trituberculados (Trituberculata) son un grupo extinto de mamíferos cuyo registro fósil abarca desde los 200 a los 85 millones de años atrás. Contiene a los ancestros de los placentarios y marsupiales; todos los mamíferos modernos, excepto los monotremas, descienden de los trituberculados.